# Juan Torres López
Juan Torres López (Granada, 1954) és un economista espanyol. És membre del Consell Científic d'ATTAC Espanya i Catedràtic d'Economia aplicada en la Universitat de Sevilla. Manté la pàgina web Ganas de Escribir i coordina la pàgina web dedicada a informació econòmica altereconomia.org.

## Obra
Entre els llibres dels quals és autor destaca el manual Economia Política. Uns altres dels seus llibres són Economia de la Comunicació de masses; Desigualtat i crisi econòmica. El repartiment del pastís; Neoliberalisme. Societat, treball i poder financer; Pren els diners i corre. La globalització neoliberal dels diners i les finances. També és autor d'un manual d'Economia i un altre d'Economia de l'Empresa per a batxillers. Ha col·laborat en l'obra coral Reacciona i és autor del llibre "La crisis financera (Guía para entenderla y explicarla)" editat per Attac Espanya.

### Publicacions
Alguns dels llibres més recents publicats per Juan Torres són:
- 2011 - Hay alternativas (amb Vicenç Navarro i Alberto Garzón Espinosa). Editorial Sequitur & Attac España. «PDF». Arxivat de l'original el 2013-08-10. [Consulta: 4 setembre 2012]..[4]
- 2010 - Desiguales. Mujeres y Hombres en la Crisis Financiera (amb Lina Galvez Muñoz). Barcelona. Icaria Editorial, S. A.
- 2010 - Economía Política y Hacienda Pública (amb Mirian Gonzalez Limon, Rocio Yñiguez Ovando i Isabel Vazquez Bermudez). Sevilla. Secretariado de Recursos Audiovisuales de la Universidad de Sevilla.
- 2010 - La Crisis de las Hipotecas Basura. ¿Por Qué Se Cayó Todo y no Se Ha Hundido Nada?. Madrid. Ediciones Sequitur.
- 2010 - ¿Están en Peligro las Pensiones Públicas?. Madrid. Attac.
- 2009 - Economía de la Empresa, (amb Ana María Castillo Clavero). Madrid. Anaya.
- 2009 - Economía de la Empresa. CD-ROM de Recursos Didácticos. CD-ROM de Evaluación (amb Ana María Castillo Clavero). Madrid. Anaya.
- 2009 - Economía de la Empresa. Orientaciones y Recursos Didácticos. (amb Ana María Castillo Clavero). Madrid. Anaya.
- 2009 - La Crisis Financiera. Guía para Entenderla y Explicarla. Madrid. Attac.
- 2008 - Economia 1. Proposta Didàctica (CD). (amb Carmen Lizarraga Mollinedo). Barcelona. Barcanova.
- 2008 - Economia 1. Proposta Didàctica (Paper) (amb Carmen Lizarraga Mollinedo). Barcelona. Barcanova.
- 2009 - Economía. 1º Bachillerato, (amb Carmen Lizarraga Mollinedo). Madrid. Anaya.
- 2008 - Economía. CD-ROM de Recursos Didácticos. CD-ROM de Evaluación (amb Carmen Lizarraga Mollinedo). Madrid. Anaya. 2008
- 2008 - Economía. Llibre de L'alumne. Barcelona. Barcanova.
- 2008 - Economía. Orientaciones y Recursos Didácticos (con Carmen Lizarraga Mollinedo). Madrid. Anaya.
- 2007 - Análisis de la Incorporación de Medidas de Conciliación de la Vida Laboral y Familiar. Málaga. Universidad de Malaga, Servicio de Publicaciones.
- 2006 - Venezuela Contra Corriente. Barcelona, España. Icaria Editorial, S. A.
- 2005 - Economía Política. Madrid, España. Piramide S.A.
- 2005 - Toma el Dinero y Corre: la Globalización Neoliberal del Dinero y las Finanzas. Barcelona. Icaria Editorial, S. A.
- 2003 - El Poder del Dinero. Sevilla. Mergablum Edición y Comunicación.
- 2003 - Estrategias y Propuestas para la Segunda Modernización de Andalucía (con Francisco Ferraro García, Manuel Pezzi, Bernardo Diaz Nosty, José Emilio Guerrero Ginel, Isabel de Haro, et. al.). Sevilla, España. Junta de Andalucia, Consejería de Presidencia.
- 2002 - Economía Política. Madrid. Piramide S.A.
- 2002 - El neoliberalismo. Caracas, Venezuela. Hermanos Vadell.
- 2001 - Acciones del Plan Andaluz de Investigación 1998-2000 (con Pilar Aranda Ramírez y Francisco Manuel Solís Cabrera). Sevilla, España. Consejería de Educación y Ciencia de la Junta de Andalucía.
- 2001 - Conocer Andalucía: Gran Enciclopedia Andaluza del Siglo XXI (con Alfonso Fernandez Tabales, Andres Sanchez Picon, Antonio Cano Orellana, Antonio Garcia Gomez, Daniel Coq Huelva, et. al.). Sevilla, España. Ediciones Tartessos.
- 2000 - Economía Política. Madrid. Piramide S.A.
- 2000 - El Neoliberalismo. Sevilla. Mergablum Edición y Comunicación.
- 2000 - España Va Bien y el Mundo Tampoco. Sevilla. Mergablum Edición y Comunicación.
- 2000 - Desigualdad y crisis económica. El reparto de la tarta. 212 páginas. ISBN 8486497310, Editorial Sistema.

### Articles, entrevistes i conferències
- Article sobre les pensions publicat a El País Arxivat 2012-01-02 a Wayback Machine.
- Article i biografia a Cadena Ser Arxivat 2012-06-17 a Wayback Machine.
- Entrevista per a la pàgina Eroski Consumer
- Entrevista a Radio Nacional de España
- Conferència sobre la crisi financera
- Ponencia en las jornadas organizadas por Economistas Sin Fronteras
- Presentación del libro La crisis financiera. Guia per a entendre-la i explicar-la Arxivat 2012-05-25 a Wayback Machine.
- Article sobre economia publicat a Público
- Digital:/(X(1)A(EOWm9hXFywEkAAAAMWIwOGQ2MWMtODhjZi00ZjY4LTk3MDAtMjE2ZThlOTBhYjAzyIVS9x07EZ__Z4gFYgU0uEDu19Y1))/News/ItemDetail.aspx?id=2445&AspxAutoDetectCookieSupport=1 Article sobre la imprescindible banca pública, Revista Sistema
- Xerrada a Público, 13/7/2011 Arxivat 2012-10-18 a Wayback Machine.